# Jeff Gibbs
Jeff Gibbs (* 4. August 1980 in Columbus, Ohio) ist ein US-amerikanischer Basketballspieler, der von 2004 bis 2010 in Deutschland spielte und nach dem Bundesliga-Aufstieg mit Ratiopharm Ulm 2006 in den letzten vier Spielzeiten der beste Rebounder der Bundesliga war. Nach einem Engagement bei den Eisbären Bremerhaven wechselte Gibbs nach Japan.

## College
Gibbs war Schüler der East High School in Columbus (Ohio). Der offiziell 1,88 m große und 110 kg schwere Power Forward war während seines Studiums am Otterbein College in seinem heimatlichen US-Bundesstaat Spieler in den Hochschulmannschaften im American Football und Basketball. Das kleine College ist Mitglied der NCAA Division III, welche anders als Hochschulen aus der Division I selten Profisportler hervorbringt. Der nach eigenen Angaben 6 feet 1 inch und damit knapp 1,86 m große Gibbs war in dieser Liga ein dominanter Spieler und sammelte in seiner vierjährigen Spielzeit beinahe 2.000 Punkte und knapp 1.500 Rebounds, was ihn zum besten Rebounder in der Geschichte der Otterbein Cardinals machte. In seinem Abschlussjahr gewann er 2002 mit den Cardinals deren bislang einzige Division-III-Meisterschaft im Basketball und wurde sowohl im American Football als auch im Basketball in die landesweite Auswahl der besten Sportler (All-American) dieser Hochschulliga gewählt. Zudem wurde er 2002 zum besten Spieler (Player of the year) der Division III von der Vereinigung der amerikanischen Trainer von Hochschulmannschaften (National Association of Basketball Coaches) gewählt. Eigener Aussage nach ahmte er mit seiner Spielweise Charles Barkley nach. Als körperlich kleiner Innenspieler es mit teilweise deutlich größeren Gegenspielern aufzunehmen, habe für ihn immer einen zusätzlichen Anreiz bedeutet, so Gibbs im Februar 2021. 2008 wurde er in die Ruhmeshalle des Otterbein-Hochschulsports aufgenommen.

## Berufsbasketballspieler
Wegen seiner für Basketballspieler auf seiner Position geringen Körpergröße plante Gibbs zunächst eine Karriere im American Football, der angestrebte Sprung in die National Football League gelang ihm nicht. Er setzte seine Laufbahn dann im Basketball fort, spielte 2002 in seinem Heimatland bei der Mannschaft Sioux Falls SkyForce aus der Continental Basketball Association (CBA) vor, wurde Mitte November 2002 aber noch vor dem Saisonauftakt aus dem Aufgebot gestrichen. Gibbs arbeitete zunächst an einer Schule sowie für einen Malereibetrieb. Er nutzte 2003 die Gelegenheit, bei den Verantwortlichen des deutschen Zweitligisten TSG Humana Ehingen vorzuspielen, die sich in den Vereinigten Staaten aufhielten, um mit einer Mannschaft Freundschaftsspiele unter anderem gegen Gibbs’ frühere Schulmannschaft auszutragen. Gibbs erhielt daraufhin ein Angebot aus Ehingen.
Im November 2003 kam Gibbs nach Deutschland und bestritt zwei Spiele für Ehingen in der 2. Basketball-Bundesliga, in denen er überzeugte, dann aber aus persönlichen Gründen wieder in sein Heimatland zurückkehrte. In der Saison 2004/05 spielte Gibbs dann wieder in Ehingen.
Zur Saison 2005/06 wechselte er zum regionalen Konkurrenten und ehemaligen Erstligisten aus Ulm und wurde mit Ratiopharm Ulm Meister der 2. Basketball-Bundesliga Gruppe Süd und damit Aufsteiger in die höchste Spielklasse. In der Bundesliga war er trotz seiner vergleichsweise geringen Größe in den folgenden vier Spielzeiten jeweils der beste Rebounder. Dieses erreichen im Regelfall nur Spieler mit einer Körpergröße von über 2 Metern, weshalb Gibbs auch unter dem Spitznamen Mr. Incredible (deutsch „Herr Unglaublich“) bekannt wurde. Im Trikot von Ulm führte er die Liga-Statistiken in drei Spielzeiten in der Kategorie Double-doubles an: 06/07 zusammen mit Raško Katić bei 15 Double-Doubles in 34 Spielen, 07/08 bei 13 in 34 Spielen und 08/09 bei 16 in 34 Spielern. In den Spielzeiten 06/07 und 08/09 wurde er jeweils Zweiter bei der Wahl zum Most Valuable Player, 06/07 hinter dem Ludwigsburger Jerry Green und 08/09 hinter dem Oldenburger Jason Gardner. Mit Ulm erreichte er in der Basketball-Bundesliga 2008/09 zum ersten Mal nach dem Ulmer Wiederaufstieg durch einen guten fünften Platz in der Hauptrunde die Play-offs um die deutsche Meisterschaft, wo man in der ersten Runde gegen den späteren Vizemeister Telekom Baskets Bonn ausschied. Zur Saison 2009/2010 unterschrieb Gibbs einen Einjahresvertrag bei den Eisbären Bremerhaven. Mit den Eisbären, in der Vorsaison Letzter und nur durch eine Wild Card für eine weitere Erstliga-Saison qualifiziert, erreichte er erneut die Play-offs und schied erst im Halbfinale in der Verlängerung des Entscheidungsspiels der Serie gegen den späteren Vizemeister Skyliners Frankfurt aus.
Ab 2010 stand er in Japan bei Toyota Alvark unter Vertrag, dort spielte er unter dem ehemaligen Bundesliga-Trainer Don Beck. 2012 gewann Gibbs und Beck den Meistertitel in der Spielklasse JBL. Gibbs stand in der Saison 2012/13 in der vom Fachportal asia-basket.com benannten Mannschaft des Jahres der JBL und 2015/16 der neugegründeten B.League. 2016 schloss er sich Link Tochigi Brex an und gewann 2017 den Meistertitel. Er war im Endspiel, in dem er 25 Punkte erzielte, der entscheidende Mann, ehe er sich in der Schlussphase der Begegnung eine Achillessehnenverletzung zuzog. 2019 gewann Gibbs in seinem Heimatland mit der Mannschaft Carmen’s Crew den Wettbewerb The Basketball Tournament (TBT). Er erhielt mit der Siegermannschaft für den Erfolg ein Preisgeld von zwei Millionen US-Dollar.
Zur Saison 2021/22 wechselte Gibbs innerhalb Japans zu Nagasaki Velca und schloss sich 2023 im selben Land mit 43 Jahren der Mannschaft Hitachi SunRockers Tokyo-Shibuya an. Im Sommer 2024 unterschrieb Gibbs einen Vertrag bei den Koshigaya Alphas.

## Privat
Gibbs ist verheiratet. Mit seiner Frau April hat er vier Kinder: zwei Jungen (Trey und Peyton) und zwei Mädchen (Faith und Annabella). Sein Sohn Trey spielte an seiner Seite in einer Werbung für das Arzneimittelunternehmen Ratiopharm mit.